# Maria de Sousa
Maria Ângela Brito de Sousa GOSE • GCSE • GOIH (Lisboa, 17 de outubro de 1939 – Lisboa, 14 de abril de 2020) foi uma cientista imunologista, escritora e professora universitária portuguesa.

## Biografia
Formou-se na Faculdade de Medicina da Universidade de Lisboa. Exerceu atividade científica em Inglaterra, Escócia e Estados Unidos, tendo sido Professora Assistente na Universidade de Glasgow (Escócia), onde fez o doutoramento em Imunologia, Professora Associada na Escola de Estudos Pós-graduados de Cornell Medical College (Nova Iorque) e, simultaneamente, Membro Associado e Diretora do Laboratório de Ecologia Celular no Instituto Sloan Kettering de Investigação em Cancro (SKI), em Nova Iorque (EUA). Em 1984, regressa a Portugal para o Instituto de Ciências Biomédicas Abel Salazar, na Cidade do Porto, iniciando nesse mesmo ano o Mestrado em Imunologia. Em 1987 torna-se Professora Catedrática de Imunologia do Instituto de Ciências Biomédicas Abel Salazar da Universidade do Porto.
Faleceu em 2020, vitima de Covid 19. 

## Trabalho cientifico
Em 1966, publicou dois artigos relatando descobertas fundamentais em imunologia, referentes às distribuição de linfócitos T nos órgãos linfóides de mamíferos, na sequência de estudos realizados nos laboratórios de Experimental Biology do Imperial Cancer Research Fund em Mill Hill, Londres. Os artigos foram publicados em duas das mais conceituadas revistas científicas, o Jounal of Experimental Medicine e na revista Nature.
Em 1971, descobriu um fenómeno a que deu o nome de ecotaxis, termo proposto para designar a capacidade de células de diferentes origens migrarem e organizarem-se em áreas bem delineadas dos órgãos linfóides periféricos.
Posteriormente, conduziu os seus estudos para o sistema imunitário de pacientes com uma doença genética de sobrecarga de ferro, a hemocromatose hereditária. Foi precisamente com esta área de investigação que regressou, em 1984, ao Porto. A equipa que liderou estava implantada no meio científico como referência no estudo desta doença, muito frequente em Portugal, e na sua relação com o sistema imunitário.
Tendo experiência anterior nesta área, em 1996 encabeçou a fusão de três mestrados para criar o "Programa Graduado em Biologia Básica e Aplicada" (GABBA) na Universidade do Porto, o segundo em Portugal.
Além de ser uma mulher de ciência, Maria de Sousa foi igualmente uma cidadã comprometida com a vida cultural e social do país. Ao longo da sua carreira, já com mais de 50 anos, Maria de Sousa reuniu um valiosíssimo arquivo pessoal, meticulosamente produzido na sua atividade de investigadora e de professora catedrática, que constitui uma fonte inesgotável para a história da ciência e da tecnologia.
São mais de 60.000 documentos, sendo a maior parte composta por originais da autora, mas também de outros cientistas, correspondência, recortes de jornais e revistas, lamelas de vidro usadas nos microscópios.
Um verdadeiro tesouro científico que Maria de Sousa doou, na íntegra, à Câmara Municipal de Cascais e que, em conjunto com os espólios do Instituto Ricardo Jorge, Reynaldo dos Santos e Bartolomeu Cid dos Santos, constituirá o ponto de partida de um centro de investigação dedicado às relações entre Ciência, Cultura e Arte sediado na Casa Reynaldo dos Santos e Irene Virote Quilhó dos Santos, na Parede.

## Obras Seleccionadas
Em 2014 publicou um livro, Meu Dito Meu Escrito, editado pela Gradiva, sobre ciência e cientistas, que reúne textos escritos ao longo de anos, apresentados em conferências, publicados em revistas e jornais, bem como anotações, dedicatórias e memórias.

## Condecorações
Foi várias vezes condecorada pelo Estado português:
- 1995 - Mário Soares que era na altura Presidente da República Portuguesa, tornou-a Grande-Oficial da Ordem do Infante D. Henrique.
- 2012 -  Foi feita Grande-Oficial da Antiga, Nobilíssima e Esclarecida Ordem Militar de Sant'Iago da Espada, do Mérito Científico, Literário e Artístico, pelo Presidente da República da altura, Aníbal Cavaco Silva.
- 2016 - Foi elevada a Grã-Cruz da Antiga, Nobilíssima e Esclarecida Ordem Militar de Sant'Iago da Espada, do Mérito Científico, Literário e Artístico, das mais altas distinções por mérito literário, científico e artístico, que lhe foi entregue por ocasião do Dia Nacional da Cultura Científica, pelo então, Presidente da República, Marcelo Rebelo de Sousa.[9]

## Prémios e homenagens
Ao longo da sua carreira viu o seu trabalho ser reconhecido por várias entidades, tendo sido distinguida com vários os prémios, entre eles:
- 1994 - recebe das mãos de  Mário Soares, o Bial Merit Award in Medical Sciences, pelo seu trabalho intitulado "Contribuição para a Caracterização da Ecologia e da Biologia do Sistema Timo-Dependente: Memórias, Percursos e Esboço de uma nova Teoria".[10][11]

- 2004 - O Ministério da Ciência, Tecnologia e Ensino Superior atribui-lhe o prémio "Estímulo à Excelência".[12]

- 2009 - Prémio de Mérito Científico do Ministério da Ciência, Tecnologia e Ensino Superior[13]

- 2010 - A Universidade do Porto atribui-lhe o título de Professora Emérita em 2010.[14]
- 2011 - Recebe o Prémio "Universidade de Coimbra 2011",  pelo seu trabalho sobre o sistema imunológico.[15]

- 2017 - É distinguida com o Prémio Universidade de Lisboa, pelo seu contributo notável para o progresso da Ciência e para a projeção de Portugal no Mundo.[16]

- 2020 - Após a sua morte, a Ordem dos Médicos e Fundação Bial, criaram em sua homenagem o Prémio Maria de Sousa para premiar projectos na área das ciências da saúde criados por jovens cientistas portugueses.[17]

- 2021 - Foi homenageada no Dia Mundial da Língua Portuguesa de 2021, no lançamento do livro A Ciência Cura. [18]

## Ligações Externas
- Casa Comum | Podcasts - Maria de Sousa
- Museu da Ciência da Universidade do Porto | 5 MINUTOS COM UM CIENTISTA: Maria de Sousa (2014)